# Natürliche Matrixnorm
Eine natürliche Matrixnorm, induzierte Matrixnorm oder Grenzennorm ist in der Mathematik eine von einer Vektornorm als Operatornorm abgeleitete Matrixnorm. Eine natürliche Matrixnorm entspricht anschaulich dem größtmöglichen Streckungsfaktor, der durch die Anwendung der Matrix auf einen Vektor entsteht. Natürliche Matrixnormen sind immer submultiplikativ und mit der Vektornorm, aus der sie abgeleitet wurden, verträglich. Sie sind sogar unter allen mit dieser Vektornorm verträglichen Matrixnormen die kleinsten. Wichtige natürliche Matrixnormen sind die Zeilensummennorm, die Spektralnorm und die Spaltensummennorm. Natürliche Matrixnormen werden insbesondere in der linearen Algebra und der numerischen Mathematik verwendet.

## Definition
Eine Matrixnorm {\displaystyle \|\cdot \|} heißt von einer Vektornorm {\displaystyle \|\cdot \|_{V}} induziert oder natürliche Matrixnorm, wenn sie von ihr als Operatornorm abgeleitet ist. Die natürliche Matrixnorm einer reellen oder komplexen Matrix {\displaystyle A\in {\mathbb {K} }^{m\times n}} ist damit definiert als
{\displaystyle \|A\|:=\max _{x\neq 0}{\frac {\|Ax\|_{V}}{\|x\|_{V}}}},
wobei die Norm im Zähler als Argument einen Vektor {\displaystyle Ax\in {\mathbb {K} }^{m}} und die Norm im Nenner als Argument einen Vektor {\displaystyle x\in {\mathbb {K} }^{n}} besitzt. Da es zu jedem Vektor {\displaystyle x\neq 0} mit {\displaystyle {\bar {x}}:=x/\|x\|_{V}} einen auf Eins normierten Vektor gibt, hat jede natürliche Matrixnorm auch die Darstellung
{\displaystyle \|A\|=\max _{\|x\|_{V}=1}\|Ax\|_{V}},
es reicht also aus, das Maximum über alle Einheitsvektoren zu betrachten. Anschaulich entspricht damit die natürliche Matrixnorm dem größtmöglichen Streckungsfaktor, der durch die Anwendung der Matrix auf einen Einheitsvektor entsteht. Eine äquivalente Definition der natürlichen Matrixnorm ist
{\displaystyle \|A\|=\min \left\{r\geq 0\mid \|Ax\|_{V}\leq r\,\|x\|_{V}\;,\forall \;x\neq 0\right\}}
oder analog dazu
{\displaystyle \|A\|=\min \left\{r\geq 0\mid \|Ax\|_{V}\leq r\;,\forall \;\|x\|_{{\mathbb {K} }^{n}}=1\right\}},
also der Radius {\displaystyle r} der kleinsten Normkugel, die die Menge {\displaystyle \{Ax\mid \|x\|_{V}=1\}} umfasst.

## Beispiel

Illustration der von der euklidischen Norm induzierten Matrixnorm

Gesucht ist die von der euklidischen Vektornorm {\displaystyle \|\cdot \|_{2}} induzierte Matrixnorm der (2 × 2)-Matrix
{\displaystyle A=\left({\begin{matrix}{\frac {1}{2}}&{\frac {3}{2}}\\-{\frac {1}{2}}&{\frac {3}{2}}\end{matrix}}\right)}.
Diese Matrix beschreibt als lineare Abbildung eine gleichzeitige Streckung in {\displaystyle x}-Richtung, Stauchung in {\displaystyle y}-Richtung und Drehung um 45°. In nebenstehendem Bild entspricht der rote Kreis dem Einheitskreis in der euklidischen Norm, also der Menge der Vektoren mit Länge Eins. Die grüne Ellipse ist dann der Einheitskreis nach Transformation (Drehstreckung) durch die Matrix {\displaystyle A}. Die natürliche Matrixnorm von {\displaystyle A} entspricht dann der Länge desjenigen Vektors auf der grünen Ellipse, dessen Länge maximal ist. Im Beispiel sind dies die beiden Vektoren
{\displaystyle \left(\,{\tfrac {3}{2}},\,{\tfrac {3}{2}}\,\right)}   und   {\displaystyle \left(\,{-}{\tfrac {3}{2}},\,{-}{\tfrac {3}{2}}\,\right)}.
Die natürliche Matrixnorm von {\displaystyle A} bezüglich der euklidischen Norm ist dann die Länge eines dieser Vektoren und somit
{\displaystyle \|A\|=\max _{\|x\|_{2}=1}\|Ax\|_{2}={\sqrt {\left({\tfrac {3}{2}}\right)^{2}+\left({\tfrac {3}{2}}\right)^{2}}}=3{\tfrac {\sqrt {2}}{2}}\approx 2{,}12}.
Der blaue Kreis ist der Kreis mit dem kleinsten Radius, der die grüne Menge umfasst; sein Radius entspricht gerade der natürlichen Matrixnorm.

## Eigenschaften
Im Weiteren wird der Zusatz {\displaystyle V} bei der Vektornorm weggelassen, da durch das Argument der Norm implizit klar ist, ob es sich um eine Matrix- oder um eine Vektornorm handelt.

### Normaxiome
Jede natürliche Matrixnorm erfüllt die drei Normaxiome. Die Definitheit folgt für {\displaystyle A\in {\mathbb {K} }^{m\times n}} aus
{\displaystyle \|A\|=0\;\Leftrightarrow \;\max _{x\neq 0}{\frac {\|Ax\|}{\|x\|}}=0\;\Rightarrow \;\|Ax\|=0\;\forall \;x\neq 0\;\Rightarrow \;A=0}.
Die absolute Homogenität folgt für {\displaystyle A\in {\mathbb {K} }^{m\times n}} und {\displaystyle \alpha \in \mathbb {K} } aus der Homogenität der Vektornorm durch
{\displaystyle \|\alpha \cdot A\|=\max _{\|x\|=1}\|\alpha \cdot Ax\|=\max _{\|x\|=1}|\alpha |\cdot \|Ax\|=|\alpha |\cdot \max _{\|x\|=1}\|Ax\|=|\alpha |\cdot \|A\|}.
Die Subadditivität folgt {\displaystyle A,B\in {\mathbb {K} }^{m\times n}} ebenfalls aus der Subadditivität der Vektornorm durch
{\displaystyle \|A+B\|=\max _{\|x\|=1}\|Ax+Bx\|\leq \max _{\|x\|=1}\|Ax\|+\|Bx\|\leq \max _{\|x\|=1}\|Ax\|+\max _{\|x\|=1}\|Bx\|=\|A\|+\|B\|},
wobei hier zudem das Maximum der Summe durch die Summe der Maxima nach oben abgeschätzt wurde.

### Verträglichkeit
Jede natürliche Matrixnorm ist mit der Vektornorm, aus der sie abgeleitet wurde, verträglich, das heißt für {\displaystyle A\in {\mathbb {K} }^{m\times n}} und {\displaystyle x\in {\mathbb {K} }^{n}} gilt
{\displaystyle \|Ax\|\leq \|A\|\cdot \|x\|},
was direkt aus der Definition von {\displaystyle \|A\|} als minimale Zahl {\displaystyle r} mit
{\displaystyle \|Ax\|\leq r\cdot \|x\|}
folgt. Damit ist die natürliche Matrixnorm sogar die kleinste Matrixnorm, die mit der zugrunde liegenden Vektornorm verträglich ist. Sie wird daher Grenzennorm oder auch lub-Norm (nach engl. lowest upper bound) genannt. Weiterhin folgt aus der Verträglichkeit, dass jede natürliche Matrixnorm einer quadratischen Matrix mindestens so groß wie ihr Spektralradius ist.

### Submultiplikativität
Jede natürliche Matrixnorm ist zudem submultiplikativ, das heißt für {\displaystyle A\in {\mathbb {K} }^{m\times n}} und {\displaystyle B\in {\mathbb {K} }^{n\times l}} gilt
{\displaystyle \|A\cdot B\|\leq \|A\|\cdot \|B\|},
was direkt aus der Verträglichkeit folgt:
{\displaystyle \|A\,\cdot \,B\|=\max _{\|x\|=1}\|A\cdot B\cdot x\|\leq \max _{\|x\|=1}\|A\|\cdot \|B\cdot x\|=\|A\|\cdot \max _{\|x\|=1}\|B\cdot x\|=\|A\|\cdot \|B\|}.

## Spezialfälle

### Einheitsmatrix
Für die Einheitsmatrix {\displaystyle I} ergibt jede natürliche Matrixnorm den Wert Eins, denn es gilt
{\displaystyle \|I\|=\max _{\|x\|=1}\|Ix\|=\max _{\|x\|=1}\|x\|=1}.

### Inverse
Ist eine quadratische Matrix {\displaystyle A\in {\mathbb {K} }^{n\times n}} regulär, dann gilt für die natürliche Matrixnorm ihrer Inversen
{\displaystyle \|A^{-1}\|=\max _{\|x\|=1}\|A^{-1}x\|=\max _{\|Ay\|=1}\|y\|=\left(\min _{\|Ay\|=1}\|y\|^{-1}\right)^{-1}=\left(\min _{\|x\|=1}\|Ax\|\right)^{-1}},
wobei sich die letzte Gleichung durch die Substitution {\displaystyle y=x\cdot \|Ax\|^{-1}} ergibt. Die natürliche Matrixnorm der Inversen ist damit der Kehrwert des kleinsten Streckungsfaktors, der durch die Anwendung der Matrix auf einen Einheitsvektor entsteht. Damit lässt sich die Kondition einer regulären Matrix
{\displaystyle \kappa (A)=\|A\|\cdot \|A^{-1}\|}
bezüglich einer natürlichen Matrixnorm als das Verhältnis aus größtem und kleinstem Streckungsfaktor, den die Matrix generiert, ansehen.

## Beispiele natürlicher Matrixnormen
Die wichtigsten natürlichen Matrixnormen sind von den p-Normen induziert. Drei dieser natürlichen Matrixnormen haben eigene Namen und besondere Bedeutung.
- Die Spaltensummennorm ist die durch die Summennorm induzierte Norm:
 {\displaystyle \|A\|_{1}=\max _{\|x\|_{1}=1}\|Ax\|_{1}=\max _{j=1,\ldots ,n}\sum _{i=1}^{m}|a_{ij}|}.
 Sie entspricht der maximalen Betragssumme aller Spalten der Matrix.
- Die Spektralnorm ist die durch die euklidische Norm induzierte Norm:
 {\displaystyle \|A\|_{2}=\max _{\|x\|_{2}=1}\|Ax\|_{2}={\sqrt {\lambda _{\max }(A^{H}A)}}}.
 Sie entspricht der Quadratwurzel des größten Eigenwerts von {\displaystyle A^{H}A}, wobei {\displaystyle A^{H}} die adjungierte Matrix (im reellen Fall transponierte Matrix) zu {\displaystyle A} ist.
- Die Zeilensummennorm ist die durch die Maximumsnorm induzierte Norm:
 {\displaystyle \|A\|_{\infty }=\max _{\|x\|_{\infty }=1}\|Ax\|_{\infty }=\max _{i=1,\ldots ,m}{\sum _{j=1}^{n}|a_{ij}|}}.
 Sie entspricht der maximalen Betragssumme aller Zeilen der Matrix.

## Verallgemeinerung

Illustration der natürlichen Matrixnorm in zwei Dimensionen

Allgemeiner kann eine natürliche Matrixnorm {\displaystyle \|\cdot \|\colon {\mathbb {K} }^{m\times n}\rightarrow \mathbb {R} _{+}} auch über zwei verschiedene Vektornormen abgeleitet werden, wobei die eine Norm {\displaystyle \|\cdot \|_{a}\colon {\mathbb {K} }^{n}\rightarrow \mathbb {R} _{+}} die Größe eines Vektors im Ausgangsraum misst und die andere Norm {\displaystyle \|\cdot \|_{b}\colon {\mathbb {K} }^{m}\rightarrow \mathbb {R} _{+}} die Größe eines Vektors im Zielraum. Damit ist die von diesen beiden Normen induzierte Matrixnorm definiert als
{\displaystyle \|A\|_{b,a}:=\max _{x\neq 0}{\frac {\|Ax\|_{b}}{\|x\|_{a}}}=\min \left\{r\geq 0\mid \|Ax\|_{b}\leq r\,\|x\|_{a}\;\forall \;x\neq 0\right\}}.
Sie ist aufgrund ihrer Definition als Minimum mit den beiden Vektornormen verträglich im Sinne von
{\displaystyle \|Ax\|_{b}\leq \|A\|_{b,a}\cdot \|x\|_{a}}
und für {\displaystyle B\in {\mathbb {K} }^{n\times l}} submultiplikativ mit {\displaystyle \|\cdot \|_{c}\colon {\mathbb {K} }^{l}\rightarrow \mathbb {R} _{+}} als dritter Vektornorm im Sinne von
{\displaystyle \|AB\|_{b,c}\leq \|A\|_{b,a}\cdot \|B\|_{a,c}},
da aufgrund der Verträglichkeit analog zu oben
{\displaystyle \|AB\|_{b,c}=\max _{\|x\|_{c}=1}\|ABx\|_{b}\leq \max _{\|x\|_{c}=1}\|A\|_{b,a}\|Bx\|_{a}=\|A\|_{b,a}\max _{\|x\|_{c}=1}\|Bx\|_{a}=\|A\|_{b,a}\|B\|_{a,c}}
gilt. Meist wird aber in der Praxis statt unterschiedlicher Vektornormen die gleiche Norm im jeweiligen Vektorraum verwendet.